# کول دو نارگو
کول دو نارگو (به اسپانیایی: Coll de Nargó) یک منطقهٔ مسکونی در اسپانیا است که در آلت یورگل واقع شده‌است. کول دو نارگو ۱۵۱٫۴ کیلومتر مربع مساحت دارد ۷۵۳ متر بالاتر از سطح دریا واقع شده‌است.